# نانگولو امبومبا
نانگولو امبومبا (انگلیسی: Nangolo Mbumba؛ زادهٔ ۱۵ اوت ۱۹۴۱) سیاستمدار و آموزگار اهل نامیبیا است. او پس از مرگ هاگه گینگوب در ۴ فوریه ۲۰۲۴، رئیس‌جمهور نامیبیا شد.

## تحصیلات و شغل اولیه
در ۱۵ اوت ۱۹۴۱ در اولوکوندا، منطقه اوشیکوتو، آفریقای جنوبی (نامیبیا کنونی) به دنیا آمد، امبوبا در سال ۱۹۷۱ از دانشگاه ایالتی کانکتیکت جنوبی در ایالات متحده فارغ‌التحصیل شد. در سال ۱۹۷۳ از دانشگاه کانکتیکت با مدرک کارشناسی ارشد زیست‌شناسی فارغ‌التحصیل شد.
پس از فارغ‌التحصیلی از دانشگاه کانکتیکت، امبوبا شروع به تدریس در مدرسه مقدماتی هارلم در شهر نیویورک کرد. با بازگشت به آفریقا در سال ۱۹۷۸، او رئیس بخش علوم در مرکز آموزش نامیبیا در کوانزا سول، آنگولا شد. در سال ۱۹۸۰ به سمت مدیر مرکز ارتقا یافت. او تا سال ۱۹۸۵ در این سمت بود

## فعالیت‌های سیاسی
امبوبا به‌طور رسمی در سال ۱۹۸۵ در SWAPO به عنوان معاون وزیر آموزش و فرهنگ مشغول به کار شد. با ترک این سمت در سال ۱۹۸۷، او به سمت منشی شخصی سام نوجوما رئیس SWAPO وارد شد. او مدیر مشترک والویس بی در طول تحویل آن به نامیبیا در سال ۱۹۹۴ بود
از سال ۱۹۹۳، امبوبا در مجلس ملی نامیبیا و در وزارتخانه‌های دولتی از جمله کشاورزی، آب و توسعه روستایی (۱۹۹۶–۱۹۹۳)، امور مالی (۲۰۰۳–۱۹۹۶)، اطلاعات و پخش (۲۰۰۵–۲۰۰۳) آموزش و پرورش (۲۰۰۵–۲۰۱۰) و ایمنی و امنیت (۲۰۱۲–۲۰۱۰) خدمت کرده‌است.
امبوبا در کنگره ۲۰۱۲ خود به عنوان دبیرکل SWAPO انتخاب شد، موقعیتی که در ساختار حزب شماره ۳ در نظر گرفته می‌شد. او با ۳۵۲ رای در مقابل ۲۴۴ اوتونی نوجوما برنده شد و قبل از انتخابات متعهد شد که در صورت موفقیت از سمت وزیری خود استعفا دهد. در ۴ دسامبر ۲۰۱۲، امانوئل نگاتجیزکو به جای او به عنوان وزیر ایمنی و امنیت در ترمیم کابینه پس از کنگره منصوب شد.
هنگامی که نیکی ایامبو، معاون اول نامیبیا، در سال ۲۰۱۸ به دلیل وضعیت نامناسب سلامت از سمت خود برکنار شد، رئیس‌جمهور هاگه گینگوب، امبوبا را به عنوان جانشین خود منصوب کرد.

## رئیس‌جمهور نامیبیا
هنگامی که رئیس‌جمهور هاگه گینگوب برای درمان سرطان در ۲۴ ژانویه ۲۰۲۴ به ایالات متحده سفر کرد، امبوبا رئیس‌جمهور موقت نامیبیا شد. او حدود ۱۵ ساعت پس از مرگ گینگوب در ۴ فوریه ۲۰۲۴ توسط قاضی ارشد پیتر شیووت در کاخ ایالتی در ویندهوک سوگند یاد کرد و معاون نخست‌وزیر نتومبو ناندی-ندایتوا را به عنوان جانشین وی به عنوان معاون رئیس‌جمهور منصوب کرد. او توسط گینگوب به عنوان کاندیدای ریاست جمهوری SWAPO برای انتخابات عمومی نامیبیا ۲۰۲۴ به عنوان جانشین وی معرفی شد. امبوبا متعهد شد که دوره گیینگوب را که در ۲۱ مارس ۲۰۲۵ منقضی می‌شود، به پایان برساند و افزود: «من برای انتخابات حاضر نمی‌شوم. پس نترسید.»